# Marcelo Valle Silveira Mello

Police - Jail

Marcelo Valle Silveira Mello (Brasília, 9 d'agost de 1985) és un hacker de seguretat brasiler. Va ser arrestat el 2018 durant Operação Bravata per incitar a la violència. Actualment compleix una condemna de 41 anys.
Ex-estudiant d'informàtica, Marcelo ha animat els actes violents i la publicació d'imatges d'assassinat i pedofília des del 2005, quan estava actiu a la xarxa social Orkut. El 2009 es va convertir en el primer brasiler a respondre per delictes de racisme a Internet. Se suposa que estava en contacte amb Welligton Menezes de Oliveira, que el 2011 va matar 12 nens a l'escola municipal Tasso da Silveira, a Realengo, Rio de Janeiro. Va ser arrestat inicialment el 2012, alliberat el 2013 i detingut de nou el 2018, quan vivia a Curitiba. Va amenaçar i atacar durant diversos anys l'argentina Dolores Aronovich, una professora, doctora en llengua anglesa i literatura, i va passar anys denunciant les pràctiques de Marcelo. Les accions de Dolores, coneguda com a Lola, van inspirar la llei federal núm. 13.642, sancionada el 2018, que autoritza la Policia Federal a investigar la misogínia a Internet.

### BolsoCoin
Marcelo Valle Silveira Mello és el creador de la criptomoneda BolsoCoin, que porta el nom de Jair Bolsonaro. És una bifurcació de Litecoin i, des del seu llançament, ha estat estretament vinculat a "Dogolachan". La moneda s'utilitza en fòrums anònims de la xarxa Tor com a forma de pagament per a activitats anomenades doxxing i swatting. El primer es refereix al robatori de dades privades i la seva transmissió a altres persones i el segon s'utilitza per a un tipus de trucada de broma als serveis d'emergència. L'objectiu del primer és fer xantatge a la persona, mentre que el segon només pretén avergonyir la víctima. La moneda, disponible a la plataforma GitHub, ha estat creada per l'usuari psyclon, que s'identifica a la seva pàgina com Marcelo Mello. Un informe del diari Correio Braziliense informa que es tracta de Marcelo Valle Silveira Mello. Inicialment hi ha exactament 1488 unitats de criptomonedes publicades per Psycl0n. 14/88 són dos números que els neonazis fan servir com a xiulets de gossos. El 14 prové de l'eslògan supremacista d'origen americà ("hem de garantir l'existència del nostre poble i un futur per als nens blancs", 14 paraules) i el 88 fa referència a "Heil Hitler", ja que la H és la vuitena lletra de l'alfabet. Amb l'arribada de Bitcoin, van sorgir milers de projectes criptoactius, molts d'ells, però, amb l'únic propòsit de recaptar fons per als seus creadors. Aquests projectes, que no presenten cap millora, utilitat o fonament, són els que la comunitat va adoptar com a terme de referència per a les seves monedes, la paraula shitcoin.

### Valhalla88
Valhalla88, Valhalla 88 o Nazi Sul88/Valhalla, creat en 1997, va ser el major web brasiler i un dels majors del món sobre revisionisme nazi. Aquest lloc web va ser creat a Brasilia per Marcelo Valle Silveira Mello. Ell va ser esfondrat per la Policia Federal brasilera en 2007. El web possuia connexions properes amb altres webs neonazis internacionals i mantenia una estreta relació amb el moviment White Power. L'octubre de 2003, va figurar en 47 en el rànquing top 100 Nationalist and Revisionist Webs. El grup va ser definit pel Ciudad Libre de Opinión, web que hostatjava el Valhalla88, com sent skinheads Nacionalsocialistes blancs.